# Cratere Loon
Loon  è un cratere sulla superficie di Marte.